# セオドア・ルーズベルト国立公園

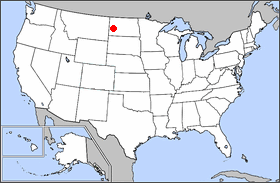
セオドア・ルーズベルト国立公園の位置

セオドア・ルーズベルト国立公園（セオドア・ルーズベルトこくりつこうえん、Theodore Roosevelt National Park）は、1978年11月10日に設立されたアメリカ合衆国の国立公園で、地理的に3つに分かれたノースダコタ州西部の悪地で構成されている。公園は、公園内で現在保護されている牧場を数年間所有してそこで働いたセオドア・ルーズベルト大統領にちなんで名付けられた。公園の面積は、3つの地区を合わせて285 km2（110平方マイル）である。3つの地区とは、北地区 (North Unit) 、南地区 (South Unit) 、エルクホーン牧場 (Elkhorn Ranch) である。
公園の南地区は、ディッキンソンの西、メドラ近くの州間高速道路94号線沿いにある。北地区は南地区の北約130km（80マイル）に位置し、ウィリストンの南、ワットフォードシティ (Watford City) のすぐ南で国道85号線に接している。
ルーズベルトのエルクホーン牧場は北地区と南地区の間、国道85号線とフェアフィールド (Fairfield)の西およそ32km（20マイル）にある。
公園全体は、リトル・ミズーリ国立大草原 (Little Missouri National Grassland) の中にあり、リトルミズーリ川が公園を流れる。マー・ダー・ヘイ歩道 (Maah Daah Hey Trail) が3つの地区を結んでいる。
公園を訪れる人は、年間400,000人強（2006年は435,359人）である。

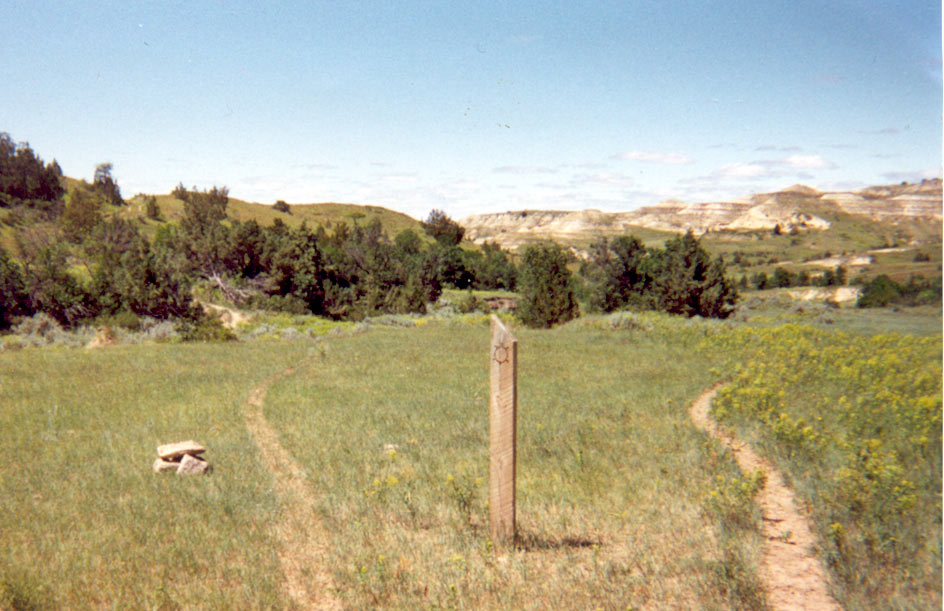
マー・ダー・ヘイ歩道

## 歴史

### ルーズベルトとの関係
ルーズベルトは1884年、妻と母が（同じ日に）亡くなった後、人生をやり直し、悲劇から立ち直るためノースダコタの牧場に旅した。数度東部へ帰ったが、2年間のほとんどを牧場で働いて過ごし、東部の新聞や雑誌に自分の経験をこまごまと書き留め発表した。東部に帰り、政治の世界に戻っても、永遠に消えゆくフロンティアと西部のカウボーイと牧場主の生活を支持していたであろう。

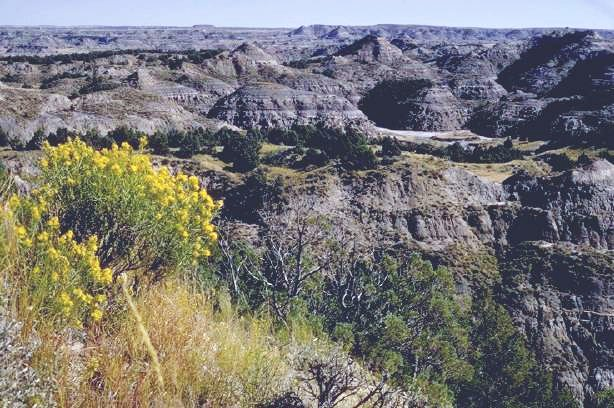
セオドア・ルーズベルト国立公園内の悪地

### 公園の発展
- 1924年、公園の場所を決めるため、リトル・ミズーリ・バッドランズ (Little Missouri Badlands) で探検が行われた。
- 1934年、市民保全部隊 (Civilian Conservation Corps) のキャンプが、将来公園となる両方の地区に設置された。
- 1935年、その地域は、「ルーズベルト・レクリエーション・デモンストレーション地域」 (Roosevelt Recreation Demonstration Area) に指定された。
- 1946年、「セオドア・ルーズベルト国立野生動物保護地区」 (Theodore Roosevelt National Wildlife Refuge) として、米国野生生物部 (United States Fish and Wildlife Service) に移管された。
- 1947年4月25日、「セオドア・ルーズベルト国立記念公園」 (Theodore Roosevelt National Memorial Park) となり、1978年にはついに国立公園となった。

公園のうち121.1 km2（29,920 エーカー）はセオドア・ルーズベルト自然保護地域 (Theodore Roosevelt Wilderness) として、保護されている。

## アトラクション
公園の両地区とも景色の良い自動車用道路、何マイルもの歩道、乗馬道があり、未開地でのハイキング、キャンプができる。自動車でキャンプできる場所が3箇所あり、うち南部に2箇所がある。アメリカバイソンは、通常景色の良い自動車用道路から見え、道路脇でしばしば草を食んでいる。
公園は、季節の変化を見事に風景で表す。春には芽を出しかけた植物と湿気が、岩の条線を緑、青、赤、白で際立たせる。夏には、赤い「クリンカー」 ("clinker") （地元ではスコリア ("scoria") として知られる自然に焼けた岩）、秋には琥珀色の草原が他を圧倒する。冬はほとんど色彩を欠き、景色は薄い雪の層に覆われる。

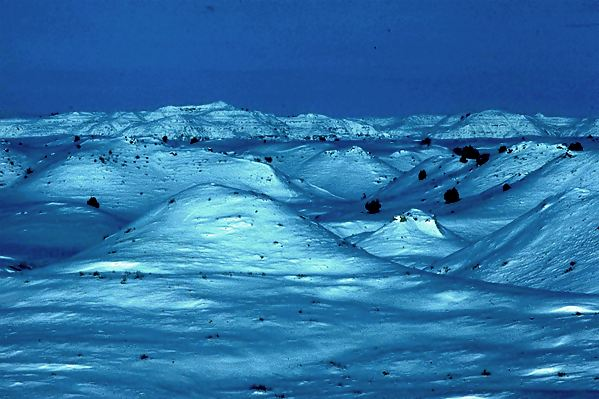
ある冬の夜のバッドランズ

公園は、未開地でのハイキングに向いており、いずれかの公園事務所で許可を受けられる。何日間も他の人に会ったり、人間のよる開発の形跡を見たりすることなく、ハイキングすることもできる。公園はほとんど、農務省林野部 (United States Forest Service) の国立草原 (National Grassland) に囲まれている。ヤマヨモギが公園のほとんどの場所に生えており、ほとんど一年中心地よい香りを振りまいている。非常に空が暗く素晴らしい星空観察ができ、北極光が見える。しかし条件は厳しく、ほとんど、あるいはまったく自然の水はなく、夏の気温は長期間35℃（95°F）を下回らないこともあり、冬は −30℃（−20°F）を上回らないことがある。アメリカバイソンは非常に危険で、特に分娩する春は危険である。運転手が近づきすぎると、車を破壊することで知られている。
多様な野生動物、例えばアメリカバイソン、アメリカアカシカ、オジロジカ、ミュールジカ、プロングホーン、ビッグホーン、ウマ、プレーリードッグ、コヨーテ、ピューマ、アナグマ、シチメンチョウやイヌワシなど186種の鳥類、ガラガラヘビを見ることができる。アメリカバイソンとアカシカとビッグホーンは、1956年、絶滅からおよそ75年後に南地区に再導入された。
アメリカバイソンを商業的な家畜から分けるために、公園全体が鉄条網で囲われている。北地区は、バイソンがここに再導入された1962年までフェンスで囲われていた。公園は、およそ500頭のアメリカバイソンを収容することができ、この数字以下にバイソンの数を保つため、駆り集めに頼っている。捕まえられたアメリカバイソンは売られるか他の公園に行くか、インディアンに売られる。公園内の野生馬は、時々駆り集めが行われ、約100頭の水準で維持されている。
ルーズベルトのエルクホーン牧場は、離れためったに訪れる人のいない場所で車で簡単に行くことはできない。牧場へまっすぐ行く道は、フェアフィールドの国道85号線である。砂利道を進むと、リトル・ミズーリ川の西およそ 20 マイルにまでたどりつく。 一旦川に着けば、（川の深さ次第で、徒歩あるいは場合によっては四輪駆動車で）浅瀬を渡らなければならない。実際の牧場までは川を越えて1マイルのハイキングである。
歩道の起点の来園者の記録によると、2006年は7月までの訪問者が20人に満たない。牧場にはほとんど何も残っていない。かつての建物の輪郭がフェンスで囲まれているが、土台すら残っていない。国立公園局の地図と掲示板を除いて、ルーズベルトの時代からおそらくほとんど何も変わっていないのであろう。

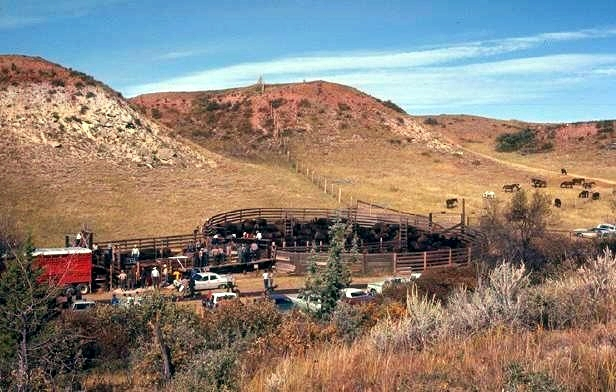
セオドア・ルーズベルト国立公園の野生馬